# 2017-es UEFA-bajnokok ligája-döntő
A 2017-es UEFA-bajnokok ligája-döntő az európai labdarúgó-klubcsapatok legrangosabb tornájának 25., jogelődjeivel együttvéve a 62. döntője volt. A mérkőzést a cardiffi Millennium Stadionban rendezték 2017. június 3-án.. A mérkőzés győztese részt vesz a 2017-es UEFA-szuperkupa döntőjében, ahol az ellenfele a Manchester United (a 2016–2017-es Európa-liga győztese) lesz, valamint a 2017-es FIFA-klubvilágbajnokságra is kijutott.
A mérkőzést a Real Madrid nyerte, amely története 12. BEK/BL címét szerezte. A BL 1992 óta íródó történetében először nyert a címvédő.

## Résztvevők
A döntő egyik résztvevője az olasz Juventus. A Juventus korábban kétszer nyerte meg a BL-t, vagy az elődjének számító BEK-et: 1985-ben, majd 1996-ban, és hatot vesztett el (1973, 1983, 1997, 1998, 2003, 2015).
A másik résztvevő a spanyol Real Madrid. A Real Madrid a címvédő is. Korábban 11-szer nyerte meg a BL-t, vagy az elődjének számító BEK-et (1956, 1957, 1958, 1959, 1960, 1966, 1998, 2000, 2002, 2014, 2016) és hármat vesztett el (1962, 1964, 1981).
A BL-ben a Juventus és a Real Madrid korábban az 1998-as BL-döntőben is egymás ellen játszottak, akkor a Real Madrid nyert 1–0-ra.

## Út a döntőig
Az eredmények az adott csapat szempontjából szerepelnek.

## A mérkőzés
| 2017. június 3. 20:45 (CEST) |

| Juventus      | 1–4               | Real Madrid                              |
| ------------- | ----------------- | ---------------------------------------- |
| Mandžukić 27' | (1–1) Jegyzőkönyv | Ronaldo 20' 64' Casemiro 61' Asensio 90' |

| Millennium Stadion, Cardiff Nézőszám: 65 842 Játékvezető: Felix Brych (német) |

| Juventus | Real Madrid |

| GK                   | 1  | Gianluigi Buffon (c) |          |     |
| CB                   | 15 | Andrea Barzagli      |          | 66' |
| CB                   | 19 | Leonardo Bonucci     |          |     |
| CB                   | 3  | Giorgio Chiellini    |          |     |
| RM                   | 23 | Dani Alves           |          |     |
| CM                   | 5  | Miralem Pjanić       | 66'      | 71' |
| CM                   | 6  | Sami Khedira         |          |     |
| LM                   | 12 | Alex Sandro          | 70'      |     |
| AM                   | 21 | Paulo Dybala         | 12'      | 78' |
| CF                   | 9  | Gonzalo Higuaín      |          |     |
| CF                   | 17 | Mario Mandžukić      |          |     |
| Cserék:              |    |                      |          |     |
| GK                   | 25 | Neto                 |          |     |
| DF                   | 4  | Mehdi Benatija       |          |     |
| DF                   | 26 | Stephan Lichtsteiner |          |     |
| MF                   | 7  | Juan Cuadrado        | 72′, 84′ | 66' |
| MF                   | 8  | Claudio Marchisio    |          | 71' |
| MF                   | 18 | Mario Lemina         |          | 78' |
| MF                   | 22 | Kwadwo Asamoah       |          |     |
| Vezetőedző:          |    |                      |          |     |
| Massimiliano Allegri |    |                      |          |     |

| GK              | 1  | Keylor Navas      |       |     |
| RB              | 2  | Daniel Carvajal   | 42'   |     |
| CB              | 4  | Sergio Ramos (c)  | 31'   |     |
| CB              | 5  | Raphaël Varane    |       |     |
| LB              | 12 | Marcelo           |       |     |
| DM              | 14 | Casemiro          |       |     |
| CM              | 8  | Toni Kroos        | 53'   | 89' |
| CM              | 19 | Luka Modrić       |       |     |
| RF              | 22 | Isco              |       | 82' |
| CF              | 9  | Karim Benzema     |       | 77' |
| LF              | 7  | Cristiano Ronaldo |       |     |
| Cserék:         |    |                   |       |     |
| GK              | 13 | Kiko Casilla      |       |     |
| DF              | 6  | Nacho             |       |     |
| DF              | 23 | Danilo            |       |     |
| MF              | 16 | Mateo Kovačić     |       |     |
| MF              | 20 | Marco Asensio     | 90+1' | 82' |
| FW              | 11 | Gareth Bale       |       | 77' |
| FW              | 21 | Álvaro Morata     |       | 89' |
| Vezetőedző:     |    |                   |       |     |
| Zinédine Zidane |    |                   |       |     |

| A mérkőzés legjobbja: Cristiano Ronaldo (Real Madrid) JátékvezetőFelix Brych (német) Asszisztensek Mark Borsch (német) Stefan Lupp (német) Harmadik számú játékvezető: Milorad Mažić (szerb) Oldalvonali játékvezetők: Bastian Dankert (német) Marco Fritz (német) Tartalék játékvezető: Rafael Foltyn (német) | A mérkőzésre vonatkozó szabályok - A játékidő 90 perc. - 30 perces hosszabbítás következik, amennyiben az eredmény döntetlen. - Ha így sem születik döntés, akkor büntető rúgások következnek. - Hét cserejátékos nevezhető, ebből maximum három cserélhető be. |